# Idrogeno nascente
Il concetto di idrogeno nascente è un'idea obsoleta della chimica, un tempo invocata per spiegare reazioni di riduzione ottenute tramite un metallo, come la riduzione di Clemmensen e la riduzione di Bouveault-Blanc. Siccome i composti organici non reagiscono con H2, era stato postulato uno stato speciale dell'idrogeno. Ora è stato capito che le suddette reazioni avvengono sulla superficie del metallo, e il concetto di idrogeno nascente è stato profondamente screditato.
L'idea che l'idrogeno allo stato nascente avesse proprietà chimiche diverse da quelle dell'idrogeno molecolare si sviluppò verso la metà del XIX secolo. Alexander Williamson parla ripetutamente di idrogeno nascente nel suo libro di testo Chemistry for Students, per esempio scrivendo, riguardo alla reazione di sostituzione del tetracloruro di carbonio con idrogeno per formare prodotti come cloroformio e diclorometano, che "per questo scopo l'idrogeno deve essere allo stato nascente, siccome l'idrogeno libero non produce l'effetto". Williamson descrive anche l'uso di idrogeno nascente nel testo precedente di Marcellin Berthelot. Nel 1896, Franchot pubblicò una relazione su quel concetto, causando una risposta fortemente contraria da Tommasi, che indicò come il proprio lavoro concludesse che "l'idrogeno nascente non è altro che H + x calorie".
Il termine "idrogeno nascente" ha continuato a essere invocato fino al XX secolo.